# Ramon Moraldo
Ramon Moraldo, conosciuto anche con il nome Raymond (Port of Spain, 18 luglio 1951), è un ex calciatore trinidadiano, di ruolo difensore.

## Carriera

### Club
In patria Moraldo gioca per il Texaco, con cui raggiunge la finale della Trinidad & Tobago FA Cup nel 1970, persa contro il Maple Club.
Dopo aver raggiunto con il Forest Reserve un'altra finale della Trinidad & Tobago FA Cup nel 1972, nuovamente persa contro il Maple Club, in patria gioca ancora nel 1974 con il Point Fortin Civic.
Nella stagione 1974 viene ingaggiato dagli statunitensi del L.A. Aztecs, neonata franchigia della NASL, con cui, dopo aver vinto la Western Division, giunge a disputare la finale del torneo, giocata da titolare e nel quale fu autore di una autorete ma, vinta ai rigori contro i Miami Toros.
Con gli Aztecs giocò anche in due occasioni distinte nei tornei di indoor soccer.
Dopo altre due stagioni in forza agli Aztecs nel 1977 passa ai California Sunshine, squadra dell'American Soccer League. Con i californiani giocò sino al 1980, ottenendo come miglior risultato il raggiungimento della finale di divisione, dopo aver vinto la Western Division, nella ASL 1979.

### Nazionale
Moraldo giocò con la nazionale di calcio di Trinidad e Tobago almeno dieci incontri tra il 1971 ed il 1976.
Fu convocato per il Campionato CONCACAF 1971, disputato proprio in patria; con la sua nazionale chiuse al quinto posto del girone unico e fu autore di una autorete nella sconfitta per 6-1 contro Haiti.

## Statistiche

### Cronologia presenze e reti in Nazionale
| Cronologia completa delle presenze e delle reti in nazionale ― Trinidad e Tobago | Cronologia completa delle presenze e delle reti in nazionale ― Trinidad e Tobago | Cronologia completa delle presenze e delle reti in nazionale ― Trinidad e Tobago | Cronologia completa delle presenze e delle reti in nazionale ― Trinidad e Tobago | Cronologia completa delle presenze e delle reti in nazionale ― Trinidad e Tobago | Cronologia completa delle presenze e delle reti in nazionale ― Trinidad e Tobago | Cronologia completa delle presenze e delle reti in nazionale ― Trinidad e Tobago | Cronologia completa delle presenze e delle reti in nazionale ― Trinidad e Tobago |
| Data                                                                             | Città                                                                            | In casa                                                                          | Risultato                                                                        | Ospiti                                                                           | Competizione                                                                     | Reti                                                                             | Note                                                                             |
| -------------------------------------------------------------------------------- | -------------------------------------------------------------------------------- | -------------------------------------------------------------------------------- | -------------------------------------------------------------------------------- | -------------------------------------------------------------------------------- | -------------------------------------------------------------------------------- | -------------------------------------------------------------------------------- | -------------------------------------------------------------------------------- |
| 28-11-1971                                                                       | Arima                                                                            | Trinidad e Tobago                                                                | 1 – 6                                                                            | Haiti                                                                            | Campionato CONCACAF 1971                                                         | -                                                                                |                                                                                  |
| 10-11-1972                                                                       | Port of Spain                                                                    | Trinidad e Tobago                                                                | 11 – 1                                                                           | Antigua e Barbuda                                                                | Campionato CONCACAF 1973                                                         | -                                                                                | 66’                                                                              |
| 19-11-1972                                                                       | Saint John's                                                                     | Antigua e Barbuda                                                                | 1 – 2                                                                            | Trinidad e Tobago                                                                | Campionato CONCACAF 1973                                                         | -                                                                                |                                                                                  |
| 28-11-1972                                                                       | Port of Spain                                                                    | Trinidad e Tobago                                                                | 2 – 1                                                                            | Guyana olandese                                                                  | Campionato CONCACAF 1973                                                         | -                                                                                |                                                                                  |
| 30-11-1972                                                                       | San Fernando                                                                     | Trinidad e Tobago                                                                | 1 – 1                                                                            | Guyana olandese                                                                  | Campionato CONCACAF 1973                                                         | -                                                                                |                                                                                  |
| 14-12-1973                                                                       | Port-au-Prince                                                                   | Trinidad e Tobago                                                                | 4 – 0                                                                            | Messico                                                                          | Campionato CONCACAF 1973                                                         | -                                                                                | 81’                                                                              |
| 31-8-1976                                                                        | Port of Spain                                                                    | Trinidad e Tobago                                                                | 1 – 0                                                                            | Barbados                                                                         | Qual. Campionato CONCACAF 1977                                                   | -                                                                                |                                                                                  |
| 14-11-1976                                                                       | Paramaribo                                                                       | Suriname                                                                         | 1 – 1                                                                            | Trinidad e Tobago                                                                | Qual. Campionato CONCACAF 1977                                                   | -                                                                                |                                                                                  |
| 28-11-1976                                                                       | Port of Spain                                                                    | Trinidad e Tobago                                                                | 2 – 2                                                                            | Suriname                                                                         | Qual. Campionato CONCACAF 1977                                                   | -                                                                                |                                                                                  |
| 18-12-1976                                                                       | Caienna                                                                          | Suriname                                                                         | 3 – 2                                                                            | Trinidad e Tobago                                                                | Qual. Campionato CONCACAF 1977                                                   | -                                                                                |                                                                                  |
| Totale                                                                           |                                                                                  | Presenze                                                                         | 10                                                                               |                                                                                  | Reti                                                                             | 0                                                                                |                                                                                  |

## Palmarès
- Campionato NASL: 1

Los Angeles Aztecs: 1974